# Holboellia
Holboellia – rodzaj roślin okrytonasiennych zaliczanych do rodziny krępieniowatych Lardizabalaceae. Obejmuje około 20 gatunków występujących w południowo-wschodniej Azji – w Chinach i Himalajach. Rośliny bywają uprawiane jako ozdobne, głównie dla wonnych kwiatów. Mają też jadalne owoce (przy czym w uprawie rzadko się one zawiązują).

## Morfologia
PokrójDrewniejące pnącza owijające się pędami osiągające do 10 m wysokości.
LiścieSkrętoległe, zazwyczaj długoogonkowe, o blaszce podzielonej na trzy listki lub dłoniasto na więcej listków, do 9. Brzeg blaszki listków jest cały. Liście są zimozielone.
KwiatyRośliny jednopienne. Kwiaty skupione w kwiatostany wyrastające w kątach liści. Kielich składa się z 2 okółków liczących po 3 działki, z których wewnętrzne są zazwyczaj nieco mniejsze. Działki są nieco mięsiste i zabarwione na kolor zielonkawobiały do purpurowego. Płatki korony są drobne w liczbie 6. W kwiatach męskich znajduje się 6 pręcików i 3 drobne prątniczki. Kwiaty żeńskie ze słupkowiem z 3 owocolistków.
OwoceMięsiste, owalne lub elipsoidalne.

## Systematyka
Pozycja systematyczna
Rodzaj należy do podrodziny Lardizabaloideae w obrębie rodziny krąpieniowatych (Lardizabalaceae) zaliczanej do jaskrowców (Ranunculales). W niektórych ujęciach rodzaj bywa włączany do Stauntonia, który to rodzaj wyodrębniany jest m.in. na podstawie takich cech, jak węższe i odgięte na końcach listki okwiatu oraz pręciki zrośnięte w kolumienkę.
Wykaz gatunków według The Plant List
- Holboellia angustifolia Wall.
- Holboellia brachyandra H.N.Qin
- Holboellia chapaensis Gagnep.
- Holboellia coriacea Diels
- Holboellia grandiflora Réaub.
- Holboellia latifolia Wall.
- Holboellia medogensis H.N.Qin
- Holboellia parviflora (Hemsl.) Gagnep.
- Holboellia pterocaulis T.Chen & Q.H.Chen